# ويلارد كينت
ويلارد كينت (بالإنجليزية: Willard Kent)‏ هو مهندس معماري أمريكي، ولد في 27 أكتوبر 1851 في مارشفيلد في الولايات المتحدة، وتوفي في 22 ديسمبر 1924 في ونسوكت في الولايات المتحدة.